# Bien (álbum)
Bien es el título del décimo tercer álbum de estudio del cantautor Venezolano Frank Quintero, fue publicado por la disquera Latin wold en el año 1999, de este trabajo discográfico destaca la canción Amantes de luna llena, tema de cierre de la telenovela del mismo nombre, sin embargo no se incluyó en el álbum hasta agosto de 2000 como bonus track. 

## Lista de temas
01- Un Día A La Vez
02- Gitana
03- En El Metro
04- Provócame
05- El Novio De Mi Novia
06- Arco Iris
07- Lo Que Ha De Ser
08- Anónima
09- Todo Vuelve A Estar Bien
10- Los Perros Callejeros De Caracas
11- No Me Atrevo A Sentir (Un Poco Más)
12- Una Noche En Nueva York
13- El Sueño Del Delfín
14- Amantes de luna llena (bonus track)